# Miss Europe Continental 2017
Miss Europe Continental 2017, est la 5e élection de Miss Europe Continental, qui a lieu le 25 novembre 2017 au Théâtre méditerranéen de Naples, en Italie. 
La gagnante ukrainienne, Natalia Varchenko, succède à la russe, Anna Semenkova, Miss Europe Continental 2016. Elle est la première ukraienne à remporter le titre de Miss Europe Continental.
L'élection est diffusé pour la première fois sur Fashion TV. Elle fut retransmise le 3 décembre 2017. Elle fut présentée par Veronica Maya et Marco Senise. 

## Résultats
| Résultat final               | Candidates |
| ---------------------------- | --- |
| Miss Europe Continental 2017 | - Ukraine - Natalia Varchenko |
| 2e finaliste                 | - Slovénie - Laura Škvorc |
| Top 5                        | - Belgique - Belinda Cerini - Pays-Bas - Judith De Wilde De Ligny - Serbie - Marijana Jeknic |
| Top 10                       | - Italie - Sofia Di Chicco - Macédoine - Sandra Stefanovska - Bosnie-et-Herzégovine/ Émirats arabes unis - Nejra Pršić - Kazakhstan - Anastassiya Stepanyugina - Pologne - Olga Walczak                                                                                 |
| Top 20                       | - Luxembourg - Amandine Toffoli - Russie - Khalimat Aibazova - Biélorussie - Yulia Hotsak - Finlande - Karolina Vettenniemi - Espagne - Núria Gombau - Danemark - Cecilie Dissing - Malte - Alessia Allen - Ukraine - Anastasia Supruniuk - Russie - Yulianna Nedovodey |

## Titres mineurs attribués
| Titre mineur attribué    | Nom                            |
| ------------------------ | ------------------------------ |
| Miss Legea               | Belgique - Belinda Cerini      |
| Miss President           | Macédoine - Sandra Stefanovska |
| Miss Mission Beauty      | Italie - Sofia Di Chicco       |
| Miss Massimo Fiordiponti | Slovénie - Laura Škvorc        |
| Miss Danny Wonker        | Italie - Francesca Falanga     |
| Miss Essential           | Espagne - Nuria Gombau         |

## Candidates
| Pays représentant                          | Candidate                | Âge    | Domicile          | N° |
| ------------------------------------------ | ------------------------ | ------ | ----------------- | -- |
| Allemagne                                  | Jana Tyco                | NC     | NC                | 16 |
| Angleterre                                 | Kayleigh Harvey          | NC     | Norfolk           | 26 |
| Angleterre                                 | Hollie Sulter            | 25 ans | Norwich           | 34 |
| Bosnie-et-Herzégovine                      | Esmedina Luković         | 19 ans | Zenica            | 08 |
| Bosnie-et-Herzégovine                      | Selma Ribić              | NC     | Sarajevo          | 23 |
| Bosnie-et-Herzégovine/ Émirats arabes unis | Nejra Pršić              | 25 ans | Dubaï             | 20 |
| Belgique                                   | Belinda Cerini           | 22 ans | Pont-à-Celles     | 01 |
| Belgique                                   | Mariaclara Picone        | 24 ans | Herstal           | 28 |
| Biélorussie                                | Yulia Hotsak             | NC     | Lviv              | 10 |
| Bulgarie                                   | Elena Petreska           | NC     | Sofia             | 17 |
| Danemark                                   | Cecilie Dissing          | 19 ans | Ebberup           | 27 |
| Espagne                                    | Núria Gombau Maixé       | 22 ans | Tarraco           | 23 |
| Espagne                                    | Carla Espuis Fornàs      | 19 ans | Calafell          | 04 |
| Finlande                                   | Karolina Vettenniemi     | NC     | NC                | 19 |
| Italie                                     | Sofia Di Chicco          | NC     | Basilicata        | 05 |
| Italie                                     | Francesca Falanga        | 17 ans | Luni              | 36 |
| Kazakhstan                                 | Anastassiya Stepanyugina | 27 ans | Miami Beach       | 24 |
| Luxembourg                                 | Amandine Toffoli         | 20 ans | Ougrée            | 02 |
| Luxembourg                                 | Maureen Caltagirone      | 24 ans | Mettet            | 29 |
| Macédoine                                  | Sandra Stefanovska       | 24 ans | Skopje            | 15 |
| Malte                                      | Alessia Alij Allen       | 18 ans | Ħal Qormi         | 28 |
| Malte                                      | Federica Galea           | NC     | NC                | 8  |
| Moldavie                                   | Daria Cocier             | NC     | Dubaï             | 39 |
| Monténégro                                 | Maja Vujović             | NC     | NC                | 09 |
| Monténégro                                 | Andrea Krivokapić        | 17 ans | Zadar             | 35 |
| Pays-Bas                                   | Judith De Wilde de Ligny | 22 ans | Almere            | 03 |
| Pays-Bas                                   | Roxanne Vleemink         | 16 ans | Almere            | 21 |
| Pologne                                    | Olga Walczak             | 19 ans | Bydgoszcz         | 25 |
| Portugal                                   | Claudia Pedrosa          | 18 ans | Santo Adrião      | 12 |
| Portugal                                   | Sónia Ribeiro            | 19 ans | Lousada           | 30 |
| Roumanie                                   | Cătălina Gomoescu        | 27 ans | Câmpina           | 14 |
| Russie                                     | Khalimat Aibazova        | NC     | Pyatigorsk        | 06 |
| Russie                                     | Yulianna Nedovodey       | 18 ans | Rostov-sur-le-Don | 33 |
| Serbie                                     | Marijana Jeknic          | 19 ans | Belgrade          | 11 |
| Slovénie                                   | Laura Škvorc             | 22 ans | Zreče             | 22 |
| Suisse                                     | Cecilia Ducarroz         | NC     | Genève            | 13 |
| Suisse                                     | Adelina Emini            | 25 ans | Genève            | 37 |
| Ukraine                                    | Natalia Varchenko        | 27 ans | Kadyivka          | 07 |
| Ukraine                                    | Anastasia Supruniuk      | 29 ans | Khmelnytsky       | 32 |

## Observations